# Ростовский электровозоремонтный завод
Ростовский электровозоремонтный завод (РЭРЗ, входит АО "Желдорреммаш") —  Ростовский-на-Дону электровозоремонтный завод - одно из старейших российских предприятий железнодорожного транспорта. Был основан 3 мая 1874 года с вводом в эксплуатацию Главных мастерских Владикавказской железной дороги. Основным назначением предприятия до середины 20 века был ремонт паровозов серий Су, Э, Л, ЛВ и др. Предприятие активно участвовало во всех событиях позапрошлого и прошлого веков – в строительстве Владикавказской железной дороги, в стачках начала XX века, революции 1917 года. За активную революционную деятельность 20 февраля 1925 года советское руководство наградило предприятие орденом Красного Знамени. А в 1929-м Главные мастерские были выделены из структуры Владикавказской железной дороги и переименованы в Ростовский-на-Дону ордена Красного Знамени паровозоремонтный завод им. В.И. Ленина.

## История
В 1872 году акционерное общество Владикавказской дороги приобрело земельный участок площадью 25 десятин в долине реки Темерник для постройки станции и ремонтных мастерских. 3 мая 1874 года Главные мастерские Владикавказской железной дороги были введены в действие.
Завод ремонтировал  Основным назначением предприятия до середины 20 века был ремонт паровозов серий Су, Э, Л, ЛВ и др.    
Территория завода сыграла решающую роль в освобождении Ростова-на-Дону от немецко-фашистских захватчиков в феврале 1943 года. Бойцы Красной Армии под руководством старшего лейтенанта Героя Советского Союза Гукаса Мадояна сначала захватили железнодорожных вокзал, а затем шесть дней держались на нём и в стенах литейного цеха, отражая постоянные атаки и не давая гитлеровцам эвакуировать свои войска из города. Завод был сильно разрушен, после войны его пришлось восстанавливать.   
 В августе 1967-го на завод для ремонта поступил первый электровоз, а уже в начале февраля 1968 года с заводских путей на линию ушёл первый отремонтированный ВЛ-60К-465. Паровозоремонтный завод отныне стал именоваться Ростовский-на-Дону Красного Знамени электровозоремонтный завод им. В.И. Ленина. В апреле 1974 года в ознаменование 100-летия основания завод был награждён орденом Октябрьской Революции.
На территории завода установлен паровоз-памятник, а также имеется памятник работникам завода, павшим во время Великой Отечественной войны.
На здании проходной установлены несколько мемориальных досок в честь различных исторических событий, связанных с деятельностью завода.
- Памятные доски

## Деятельность
Ростовский ЭРЗ - мощный многопрофильный производственный комплекс, оснащенный современным оборудованием и передовыми технологиями по среднему и капитальному ремонту массовых серий грузовых электровозов, способный, в соответствии со своей проектной мощностью, ремонтировать более 500 секций электровозов в год. С момента основания предприятия отремонтировано уже  41 700 единиц подвижного состава (15 700 паровозов и 26 000 секций электровозов). Кроме того, РЭРЗ нацелен на ремонт электрических машин, генераторов и колесных пар, выпуск широкой номенклатуры запасных частей. Завод ремонтирует электровозы серий ВЛ80С, 2(3)ЭС5К тяговые агрегаты ОПЭ1, ОПЭ1АМ, НП-1. Ранее завод ремонтировал электровозы ВЛ60, ВЛ60К, ВЛ80К, ВЛ80Т, ВЛ80Р, ВЛ82, ВЛ82М, ВЛ85, ЧС4, ЧС4Т, ЭП10, паровозы.
Адрес предприятия: 344001, Ростов-на-Дону, проспект Ставского, 1/5.

## Перспективы развития
Ростовский ЭРЗ ежегодно проходит аудит системы менеджмента бизнеса на соответствие стандарту управления бизнесом в железнодорожной промышленности ISO/TS 22163:2017.   Развитие системы менеджмента бизнеса по данному стандарту позволяет предприятию оптимизировать производство, повышать качество проводимых ремонтов путем предъявления более жестких требований к их исполнению, а, значит, и повышать конкурентоспособность выпускаемой продукции.
На предприятии действует система добровольной и обязательной сертификации на железнодорожном транспорте. Многолетний контракт со стратегическим партнером ОАО «РЖД» позволяет сохранять стабильную производственную загрузку, занятость персонала, осваивать новые виды продукции и с оптимизмом смотреть в будущее.  

## Качество продукции
Продукция завода сертифицирована аккредитованным органом по сертификации ФБУ «РС ФЖТ» на соответствие требованиям технического регламента Таможенного союза ТР ТС 001/2011 «О безопасности железнодорожного подвижного состава». На текущий момент завод имеет действующие сертификаты соответствия:  
№ TC RU C-RU.ЖТ02.В.00581 (ось локомотивная чистовая 8ТН.205.813). Система менеджмента бизнеса завода с 2013 года сертифицирована аккредитованным органом по сертификации AFNOR Certification на соответствие требованиям международного стандарта железнодорожной промышленности IRIS и международного стандарта ISO 9001:2008, ежегодно проходит подтверждение действия сертификатов в ходе инспекционных аудитов, в 2015 году успешно пройдена ресертификация. На текущий момент завод имеет действующие сертификаты соответствия:
№ 2013/53424.3 по требованиям IRIS;
№ 2012/51418.2